# Darfur (film)
Pour plus de détails, voir Fiche technique et Distribution.
Darfur (également distribué sous le titre Attack on Darfur) est un film canadien réalisé par Uwe Boll, basé sur le conflit au Darfour. Les acteurs principaux sont David O'Hara, Kristanna Loken, Billy Zane et Edward Furlong. Le film est sorti en 2009.

## Synopsis
L'intrigue de Darfur se focalise sur six journalistes occidentaux visitant un petit village au Darfour, dans l'ouest du Soudan, sous l'escorte d'une escouade de troupes de l'Union africaine, en mission de maintien de la paix. Quand ils apprennent que la junte brutale des Janjawids, soutenue par l'État, se dirige vers le village, ils sont confrontés à un terrible dilemme : quitter le Soudan et divulguer ces atrocités dans les médias, ou rester en risquant leurs vies dans l'espoir d'éviter un massacre assuré.
Alors que la plupart d'entre eux s'enfuient vers le camp de base, deux journalistes, Freddie Smith, et Theo Schwartz, décident de rester derrière, soutenus par le Nigérian commandant de l'unité de l'UA, le Capitaine Jack Tobamke, pour tenter de sauver les villageois lorsque les Arabes Janjawids pénètrent dans le village et commencer à tuer indifféremment et sans la moindre pitié tous les Noirs africains — hommes, femmes, et enfants. En dépit de leurs efforts pour sauver les villageois, le Capitaine Tobamke, Theo, et Freddie sont tués un par un au cours de la fusillade avec les Janjawids, bien qu'ayant réussi à tuer ou blesser plusieurs soldats de la junte. Les Janjawid incendient le village et s'en vont, vraisemblablement à la recherche d'un autre village pour poursuivre leur virée génocidaire à travers le Darfour.
La scène finale montre l'unique femme de l'équipe de journalistes, Malin Lausberg, qui avait fui avec la plupart des autres journalistes et des soldats de l'UA lors de l'attaque des Janjaouids, retournant le lendemain au village détruit, profondément désemparée en voyant que tout le monde est mort, y compris ses deux collègues. Mais elle trouve un enfant que Freddie Smith est parvenu à sauver en le protégeant avec le corps de Theo. Malin emporte l'enfant avec elle, quittant le village détruit avec les troupes de l'UA.

## Fiche technique
- Titre : Darfur
- Réalisation : Uwe Boll
- Scénario : Uwe Boll et Chris Roland
- Musique : Jessica de Rooij
- Photographie : Mathias Neumann
- Montage : Thomas Sabinsky
- Production : Uwe Boll, Dan Clarke et Chris Roland
- Société de production : Event Film Distribution, Pitchblack Pictures, ZenHQ et ZenHQ Films
- Société de distribution : Phase 4 Films (États-Unis)
- Pays :  Canada,  Afrique du Sud et  Allemagne
- Genre : Drame et guerre
- Durée : 98 minutes
- Dates de sortie : 
  -  États-Unis : 23 novembre 2009

## Distribution
- David O'Hara : Freddie Smith
- Kristanna Loken : Malin Lausberg
- Billy Zane : Bob Jones
- Edward Furlong : Adrian Archer
- Noah Danby : Theo Schwartz
- Matt Frewer : Ted Duncan
- Hakeem Kae-Kazim : capitaine Jack Tobamke
- Sammy Cheikh : commandant Janjaouid

## Réalisation
Darfur a été filmé à l'extérieur de la ville du Cap en Afrique du Sud, entre février et mars 2009. Uwe Boll lui-même décrit le film comme « quelque chose qui est très choquant ». Une grande partie des dialogues ont été improvisés par les acteurs, et le film est tourné en grande partie caméra au poing pour accentuer l'impression de réalisme, de la même manière que pour ses précédents films Stoic, 1968 Tunnel Rats, ou encore Rampage sorti la même année.

## Accueil critique
En septembre 2010, Darfur a remporté le prix du meilleur film international au Festival international du film indépendant de New York,.
John Pendergast, militant pour les droits de l'homme, ainsi qu'un porte-parole d'Amnesty International, ont déclaré avoir été impressionnés par le film.